# 拉薩尼瓦爾人
拉薩尼瓦爾人，是指從加德滿都到西藏經營生意的尼瓦爾人貿易商，他们從事由孟加拉至西藏的貿易。除拉薩外，拉薩尼瓦爾人也住在日喀則、江孜、普蘭。
除了商人，還有佛教藝術工匠。他们的马幫在中印戰爭不能再去西藏，拉薩尼瓦爾人大都結束生意回尼泊爾。

## 歷史
西藏的尼泊爾人最早是七世纪時赤尊公主的隨從工匠与商人，这些人一直在这生活。在17世紀40年代一项條約批准尼瓦尔人在拉薩建立32個货倉。條約還商定，尼泊爾為西藏的鑄錢，到十八世纪西藏已有很多尼泊尔人。廓藏戰爭後來得更多。

## 貿易
尼泊爾人与西藏中亞各地從事貨品貿易，從尼泊爾帶粳米,金屬器皿,紡織品與偶像去西藏，從西藏帶回鹽、砂金，羊毛，麝香，毛皮和犛牛尾巴到加爾各答、錫金甘托克和西孟加拉邦噶倫堡。
他们未越過尼泊爾前用搬伕運貨，之后用騾子，毛驢和犛牛運貨。

## 藝術
尼瓦爾藝術家一向參與西藏寺院與佛像雕刻，最有名是阿尼哥。